# Jammin' Apollon
Jammin' Apollon (坂道のアポロン?, Sakamichi no Apollon, lett. "Apollo sul pendio") è un manga scritto e illustrato da Yuki Kodama. Esso è stato serializzato dal 28 settembre 2007 al 28 luglio 2012 sulla rivista Monthly Flowers di Shogakukan e in seguito raccolto in nove volumi tankōbon più un albo Bonus Track che mostra i personaggi principali dopo la conclusione dell'opera. Un'edizione italiana del manga è stata pubblicata da Panini Comics dal 9 novembre 2013 al 9 agosto 2014. L'opera è stata nominata miglior manga per ragazze nella guida Kono manga ga sugoi! 2009 e ha vinto nel 2012 il cinquantasettesimo premio Shogakukan per i manga.
L'opera è stata adattata in una serie televisiva anime sottotitolata Kids on the Slope. Prodotta da MAPPA in collaborazione con Tezuka Productions e diretta da Shin'ichirō Watanabe, la serie è e trasmessa dal 12 aprile al 28 giugno 2012 su Fuji TV.

## Trama
Inizio dell'estate del 1966. Per via della situazione lavorativa del padre, lo studente Kaoru Nishimi è costretto a trasferirsi da Yokosuka a Kyūshū per vivere da alcuni parenti. Sino a quel momento, Kaoru era uno studente modello piuttosto riservato, finché non incontra il "ragazzaccio" Sentaro Kawabuchi con cui fa amicizia, e che piano piano comincia a cambiarlo. Sotto l'influenza di Sentaro, Kaoru scopre il proprio amore per la musica jazz e scopre anche i valori dell'amicizia vera. Unendo le due cose, scopre quanto può essere divertente suonare insieme ad un amico.

## Personaggi
Kaoru Nishimi (西見薫?, Nishimi Kaoru)
Doppiato da: Ryōhei Kimura
Kaoru è un ragazzo intelligente che durante l'estate del suo primo anno al liceo che si trasferisce da Yokosuka a casa dello zio a Kyūshū. In realtà, Kaoru era abituato a trasferirsi da un luogo all'altro sin da quando era un ragazzino. Questo stile di vita lo ha reso fortemente introverso. Dopo che Kaoru incontra Sentaro, però comincia a cambiare, imparando la gioia del jazz. Kaoru ha familiarità con la musica classica, dato che per molti anni ha studiato pianoforte.
Sentarō Kawabuchi (川渕 千太郎?, Kawabuchi Sentarō)
Doppiato da: Yoshimasa Hosoya
Sentaro è uno studente al primo anno di liceo, che incontra Kaoru appena entrato alla scuola Higashi High. Sentaro è erroneamente considerato come un delinquente dai suoi coetanei, che lo temono. Anche la sua altezza e la grande forza fisica tendono a spaventare, Sentaro è un ragazzo semplice e generoso. È l'esatto opposto di Kaoru, eppure in qualche modo i due stringono amicizia, condividendo l'amore per la musica. Sentaro suona le percussioni ed i tamburi.
Ritsuko Mukae (迎 律子?, Mukae Ritsuko)
Doppiata da: Yuuka Nanri
Ritsuko è una compagna di classe di Kaoru e Sentarō ed un'amica di infanzia di quest'ultimo. È una ragazza gentile, sempre allegra e graziosa matricola che lavora part time presso Welcome Records, il negozio di dischi della sua famiglia. Il seminterrato del negozio ha una sala prove, che funge da ritrovo per Sentaro, Kaoru, suo padre, ed altri amanti del jazz.
Yurika Fukahori (深堀百合香?, Fukahori Yurika)
Doppiata da: Aya Endō
Yurika è una matricola presso Higashi High, proveniente da una famiglia facoltosa, dotata di una personalità coraggiosa e curiosa. Diventa amica di Kaoru e degli altri, dopo che Sentaro l'ha aiutata per caso. E poi, attraverso loro, incontra lo studente universitario Junichi.
Junichi Katsuragi (桂木淳一?, Katsuragi Junichi)
Doppiato da: Junichi Suwabe
Junichi è l'idolo di Sentarō, che si rivolge a lui chiamandolo affettuosamente "fratello Jun". Infatti, l'amicizia fra Junichi, Sentarō, e Ritsuko risale a quando i tre erano molto piccoli. "Fratello Jun" è uno studente universitario a Tokyo, ma ogni volta che torna a casa non manca mai di fare un salto al Welcome Records per suonare jazz insieme ai suoi vecchi amici.
Mariko (まり子?)
Doppiata da: Amina Satō
Shigetora Maruo (丸尾 重虎?, Maruo Shigetora)
Doppiato da: Ayumu Murasae
Seiji Matsuoka (松岡星児?, Matsuoka Seiji)
Doppiato da: Nobuhiko Okamoto
Mukai
Doppiato da: Zenki Kitajima

## Media

### Manga
Sakamichi no Apollon ha debuttato in Giappone il 28 settembre 2007 sulle pagine della rivista Monthly Flowers di Shogakukan e si è concluso nel 2012. I capitoli sono stati in seguito raccolti in nove volumi tankōbon. Al termine della serie l'autrice ha pubblicato cinque capitoli extra, che seguono le vicende dei protagonisti dopo la fine del manga e storie parallele su personaggi minori, e che sono stati raccolti nell'albo Sakamichi no Apollon: Bonus Track (坂道のアポロン BONUS TRACK?), distribuito dal 28 luglio 2012. Un'edizione italiana del manga è stata pubblicata da Planet Manga, etichetta di Panini Comics, dal 9 novembre 2013 al 9 agosto 2014 con il titolo Jammin' Apollon.
| Nº    | Titolo italiano Giapponese 「Kanji」 - Rōmaji                                                              | Data di prima pubblicazione          | Data di prima pubblicazione |
| Nº    | Titolo italiano Giapponese 「Kanji」 - Rōmaji                                                              | Giapponese                           | Italiano                    |
| 1     | Jammin' Apollon 1 「坂道のアポロン 1」 - Sakamichi no Apollon 1                                            | 25 aprile 2008 ISBN 978-4091316707   | 9 novembre 2013             |
| 2     | Jammin' Apollon 2 「坂道のアポロン 2」 - Sakamichi no Apollon 2                                            | 10 ottobre 2008 ISBN 978-4091321749  | 7 dicembre 2013             |
| 3     | Jammin' Apollon 3 「坂道のアポロン 3」 - Sakamichi no Apollon 3                                            | 10 marzo 2009 ISBN 978-4091322685    | 11 gennaio 2014             |
| 4     | Jammin' Apollon 4 「坂道のアポロン 4」 - Sakamichi no Apollon 4                                            | 10 agosto 2009 ISBN 978-4091326263   | 15 febbraio 2014            |
| 5     | Jammin' Apollon 5 「坂道のアポロン 5」 - Sakamichi no Apollon 5                                            | 8 gennaio 2010 ISBN 978-4091330192   | 15 marzo 2014               |
| 6     | Jammin' Apollon 6 「坂道のアポロン 6」 - Sakamichi no Apollon 6                                            | 10 giugno 2010 ISBN 978-4091331984   | 12 aprile 2014              |
| 7     | Jammin' Apollon 7 「坂道のアポロン 7」 - Sakamichi no Apollon 7                                            | 10 febbraio 2011 ISBN 978-4091336507 | 17 maggio 2014              |
| 8     | Jammin' Apollon 8 「坂道のアポロン 8」 - Sakamichi no Apollon 8                                            | 10 novembre 2011 ISBN 978-4091341150 | 14 giugno 2014              |
| 9     | Jammin' Apollon 9 「坂道のアポロン 9」 - Sakamichi no Apollon 9                                            | 26 aprile 2012 ISBN 978-4091344656   | 12 luglio 2014              |
| Extra | Jammin' Apollon - Bonus Track 「坂道のアポロン ＢＯＮＵＳ ＴＲＡＣＫ」 - Sakamichi no Apollon: Bonus Track | 9 novembre 2012 ISBN 978-4091347930  | 9 agosto 2014               |

### Anime

Logo della serie

Un adattamento del manga in forma di serie televisiva anime, al cui titolo è stato aggiunto il sottotitolo Kids on the Slope, è stata realizzata nel 2012. La serie è diretta da Shin'ichirō Watanabe e prodotta dallo studio MAPPA e Tezuka Productions, con la colonna sonora composta da Yōko Kanno, che in precedenza aveva lavorato con il regista in Macross Plus e Cowboy Bebop. L'anime è stato trasmesso in Giappone dal 12 aprile al 28 giugno 2012 nel contenitore noitaminA di Fuji TV. Esso è stato licenziato per l'America del Nord dalla Sentai Filmworks.
I titoli degli episodi riprendono quelli di celebri brani jazz e blues. La sigla di apertura adottata è Sakamichi no Melody, cantata da Yuki, mentre quella di chiusura è Altair, cantata da Motohiro Hata.
In Italia i diritti della serie sono stati acquistati da Dynit che l'ha pubblicata in versione sottotitolata sul servizio di streaming VVVVID.
| Nº | Titolo italiano Giapponese 「Kanji」 - Rōmaji | In onda        | In onda |
| Nº | Titolo italiano Giapponese 「Kanji」 - Rōmaji | Giapponese     |         |
| 1  | Moanin 「モーニン」 - Mōnin | 12 aprile 2012 |         |
| 1  | Per via della situazione lavorativa del padre, a inizio estate 1966 Kaoru Nishimi si trasferisce a Kyūshū dai suoi zii e si iscrive in un liceo locale. Durante il suo primo giorno di scuola fa la conoscenza di Ritsuko Mukae, la rappresentante di classe, la quale gli mostra l'istituto. Trovandosi a disagio di fronte a situazioni impreviste e facce nuove, Kaoru reagisce cercando rifugio sul tetto della scuola, il quale è occupato da Sentarō Kawabuchi, un suo nuovo e problematico compagno di classe. Nonostante le forti differenze i due sono incuriositi l'uno dall'altro. Il giorno dopo Kaoru chiede a Ritsuko dove può acquistare dei dischi e la ragazza lo porta al negozio di famiglia. Scoperto che il ragazzo suona musica classica al pianoforte, Ritsuko gli mostra il seminterrato del negozio, dove si trovano diversi strumenti e Sentarō si sta esercitando a suonare jazz alla batteria. Kaoru suona quindi al piano un brano accennato da Sentarō, ma Sentarō è deluso dalla sua interpretazione troppo precisa e compassata. Nel lasciare il locale, Kaoru acquista il disco contenente il brano, Moanin', per esercitarsi a emularne lo stile. |                |         |
| 2  | Summertime 「サマータイム」 - Samātaimu | 19 aprile 2012 |         |
| 2  | Kaoru si rende conto che imparare a suonare il jazz è più difficile del previsto. Tornando in fretta a casa da scuola per esercitarsi, viene circondato da un gruppo di bulli, che lo tormentano. Ritsuko si accorge però della cosa e avverte Sentarō, il quale giunge in suo soccorso, considerandolo ormai un amico. Tornati al negozio di dischi, Sentarō e Kaoru trovano Junichi Katsuragi, un amico di famiglia dei Mukae che frequenta l'università a Tokyo, e, insieme al padre di Ritsuko Tsutomu Mukae, i quattro improvvisano una jam session. Con le vacanze estive alle porte, Kaoru propone a Ritsuko di studiare insieme, intendendo segretamente l'incontro come un appuntamento, dal momento che ha sviluppato dei sentimenti per la ragazza. Il giorno dell'incontro, tuttavia, si presenta anche Sentarō, e lui e Ritsuko portano Kaoru al mare a nuotare. Di ritorno a casa, Sentarō mette in fuga dei ragazzi che stavano molestando una ragazza e si innamora di lei a prima vista. |                |         |
| 3  | Someday My Prince Will Come 「いつか王子様が」 - Itsuka ōji-sama ga | 26 aprile 2012 |         |
| 3  | Kaoru scopre che la ragazza che hanno incontrato alla spiaggia è una loro senpai e si chiama Yurika Fukahori. Egli propone quindi a Sentarō di invitarla per un'uscita a quattro con lui e Ritsuko, ma, nel momento di dichiararsi, Sentarō si lascia cogliere dalla timidezza e rivela a Yurika che è in realtà Kaoru a volerla invitare per l'appuntamento. Durante l'uscita, dei rami graffiano il braccio di Yurika e Sentarō la fascia col suo fazzoletto; Kaoru intanto scopre che Ritsuko è innamorata di Sentarō. Per ripagarlo del suo favore, Yuriko consegna a Sentarō il proprio fazzoletto, che il ragazzo contempla tutto il tempo come una reliquia. Notando il disagio che ciò provoca a Ritsuko, Kaoru strappa di mano il foulard all'amico e i due finiscono per litigare. Ritsuko li chiude allora a chiave nel seminterrato del negozio, e Kaoru e Sentarō si riappacificano dopo un duetto. A scuola Kaoru vede Sentarō posare per Yurika e ne deduce erroneamente che i due abbiano iniziato una relazione. Kaoru intanto confessa i suoi sentimenti per Ritsuko dopo aver suonato un brano per lei. |                |         |
| 4  | But Not for Me 「バット・ノット・フォー・ミー」 - Batto Notto fō Mī | 3 maggio 2012  |         |
| 4  | Junichi informa Kaoru, Sentarō e Tsutomu che ha concordato un'esibizione dal vivo nel locale dove lavora per Natale. Dopo aver scoperto che il compleanno di Sentarō cade lo stesso giorno, Kaoru si reca in un negozio per comprare un paio di bacchette, dove si imbatte in Ritsuko che ha avuto la stessa idea. Kaoru la bacia senza il suo consenso, al che Ritsuko fugge in lacrime. Un attimo dopo compaiono Sentarō e i suoi fratelli, e Kaoru, geloso dell'affetto che circonda l'amico e che invece gli è negato, inveisce contro di lui e se ne va infuriato. Sentarō lo raggiunge poco dopo e lo trascina in chiesa, dove gli mostra delle fotografie di lui da bambino, rivelando di essere il figlio illegittimo di un soldato statunitense e di essere cresciuto perciò nel disprezzo generale. I due quindi si riconciliano e si impegnano nel mese successivo nelle prove per lo spettacolo. Durante la loro esibizione, a cui assistono anche Ritsuko e Yurika, un cliente ubriaco del locale si lamenta del fatto che il quartetto suoni musica afroamericana; Junichi e Kaoru improvvisano quindi But Not for Me per compiacere la platea. |                |         |
| 5  | Lullabys of Birdland 「バードランドの子守唄」 - Bādorando no komori-uta | 10 maggio 2012 |         |
| 5  | Kaoru e Ritsuko sono in forte imbarazzo fin dall'episodio del bacio rubato. Raccogliendo finalmente il coraggio per confrontarsi, Ritsuko ammette di essere lusingata dai sentimenti di Kaoru ma di essere innamorata di un altro, conversazione che Sentarō sente involontariamente di nascosto. Kaoru si chiude quindi nel suo dolore e smette di andare a suonare al negozio di dischi. Intanto Junichi e Yurika si avvicinano sempre di più. Il padre di Kaoru torna a casa per le vacanze di Natale e consegna al figlio una lettera su dove si trova la madre, che Kaoru non vede da quando era bambino. Nonostante la ritrosia del ragazzo, Sentarō convince l'amico ad andare insieme a trovarla a Tokyo. I due cercano ospitalità da Junichi, ma i suoi colleghi li informano che lo studente è assente da un mese, e infine riescono a incontrare la madre di Kaoru. Parlando in privato e giovialmente con lei, Kaoru si sente sollevato dai suoi problemi sentimentali. Prima di ripartire il ragazzo le dona un disco jazz, chiedendole di esercitarsi a cantare il brano in previsione del loro prossimo incontro. Dopo essere tornati a Kyushu, Kaoru riprende a suonare nel negozio di dischi con grande sollievo di Ritsuko. |                |         |
| 6  | You Don't Know What Love Is 「ユー･ドント・ノウ・ホワット・ラブ・イズ」 - Yū Donto nō Howatto Rabu Izu | 17 maggio 2012 |         |
| 6  | Kaoru, Ritsuko e Sentarō iniziano il loro secondo anno delle superiori, ma quest'ultimo viene inserito in un'altra classe. Kaoru si è arreso all'evidenza e, pur provando ancora dei sentimenti per Ritsuko, cerca di favorire la relazione tra lei e Sentarō in modo che la ragazza sia felice. Parlando con Yurika, la quale lavora ancora al quadro di Sentarō, Kaoru le rivela che Junichi è sparito. Per sdebitarsi con Sentarō per aver posato per lei, Yurika lo invita ad un appuntamento, in cui i due finiscono però per parlare esclusivamente di Junichi. Seiji Matsuoka, un ragazzo che frequenta il corso di pittura insieme a Yurika, rivela a Sentarō il suo sogno di voler diventare famoso per migliorare la situazione economica della sua famiglia e gli chiede di unirsi alla sua rock band per l'imminente festival scolastico. Durante un'uscita in spiaggia con Kaoru, Ritsuko e i suoi fratelli, Sentarō incontra nuovamente Seiji e gli conferma di voler accettare la sua proposta. Kaoru si sente tradito dall'amico e lo abbandona per tornare mestamente a casa da solo. Intanto Tsutomu si reca al bar e vi trova Junichi ubriaco. |                |         |
| 7  | Now's the Time 「ナウズ・ザ・タイム」 - Nauzu za Taimu | 24 maggio 2012 |         |
| 7  | Offeso per il comportamento dell'amico, Kaoru inizia a trattare Sentarō con freddezza e indifferenza. Intanto Sentarō incontra Yurika al negozio di dischi e tenta di baciarla, ma viene interrotto da Junichi. Alla vista del ragazzo di cui è innamorata, Yurika fugge via, alché Sentarō prende a pugni Junichi per essersi intromesso. Kaoru e Ritsuko sono nominati responsabili del comitato per il festival scolastico, e i loro impegni, uniti al fatto che Sentarō è occupato con le prove del complesso di Seiji, fanno sì che i due ragazzi si allontanino. Il giorno del festival, la band di Seiji si sta esibendo quando un'interruzione di corrente li obbliga a interrompere la performance. Investigando l'origine del problema, Kaoru sente di nascosto Sentarō parlare con un altro membro della band e dirsi impaziente di tornare a suonare jazz col suo compagno al termine del festival. Per intrattenere allora gli studenti, Kaoru si mette a suonare il piano, con Sentarō che si unisce a lui in un medley, attirando curiosi da tutta la scuola. Al termine dell'esibizione, Sentarō corre fuori dall'aula, trascinandosi dietro Kaoru, entrambi raggianti. |                |         |
| 8  | These Foolish Things 「ジーズ・フーリッシュ・シングス」 - Jīzu Fūrisshu Shingusu | 31 maggio 2012 |         |
| 8  | Tsutomu spiega a Kaoru e Sentarō che Junichi è stato ripudiato dalla sua famiglia dopo aver abbandonato l'università ed essere stato coinvolto in un movimento di attivismo studentesco. Yurika si imbatte proprio in Junichi e lo segue al suo nuovo appartamento, dove gli domanda di chiarire i suoi sentimenti per lei. L'uomo, ancora scosso dai recenti avvenimenti nella sua vita, tenta di sedurla nel tentativo di allontanarla da lui, ma invano. Yurika decide allora di tagliarsi i capelli, per dimostrare di essere disposta a cambiare pur di stare con lui, e i due iniziano una relazione. A scuola Sentarō nota il cambiamento di stile e comportamento di Yurika e, credendo che ci sia Junichi dietro, va da lui per chiarirsi. Tuttavia il ragazzo scopre che Yurika e Junichi convivono e, senza dare loro il tempo per spiegarsi, si allontana sconvolto. Al negozio di dischi Sentarō rivela a Kaoru ciò che ha visto, rassegnato ormai ad aver perso Yurika; Kaoru allora lo rimprovera per non aver notato che c'è qualcun altro innamorato di lui, che infine Sentarō capisce essere Ritsuko. |                |         |
| 9  | Love Me or Leave Me 「ラブ・ミー・オア・リーブ・ミー」 - Rabu Mī oa Rību Mī | 7 giugno 2012  |         |
| 9  | Finalmente al corrente dei sentimenti che Ritsuko nutre per lui, Sentarō si scusa con lei per averla inavvertitamente ferita; Ritsuko, grata, dichiara tuttavia di vederlo ormai come un familiare e un amico più che un interesse romantico. Junichi comunica a Yurika di voler accettare una proposta di lavoro di un suo amico attivista a Tokyo, intendendo così iniziare un nuovo capitolo della sua vita e chiudere i ponti col passato. Parlando, Ritsuko e Yurika decidono di dare libero sfogo ai loro sentimenti senza attendere passivamente oltre. Intanto Sentarō vince il proprio orgoglio e decide di salutare Junichi con un'ultima jam session insieme a Kaoru e Tsutomu. Mentre Junichi si appresta a salire sul treno, Yurika lo raggiunge e gli chiede di portarla con sé. Il ragazzo insiste per separarsi così che Yurika possa vivere la sua vita, ma la vista dei genitori della ragazza che la cercano per la stazione e le lacrime di Yurika, lo convincono a caricarla all'ultimo sul treno in partenza. Al negozio di dischi, Kaoru apre il coperchio della tastiera del pianoforte e vi trova un paio di guanti lavorati a maglia da Ritsuko per lui. |                |         |
| 10 | In a Sentimental Mood 「イン・ア・センチメンタル・ムード」 - In a Senchimentaru Mūdo | 14 giugno 2012 |         |
| 10 | Kaoru è confuso dal gesto di Ritsuko e preferisce non sperare troppo per non rischiare poi di essere nuovamente deluso, credendo ancora che la ragazza sia innamorata di Sentarō. Con l'avvicinarsi degli esami, Kaoru scopre che Sentarō è a rischio di ripetere l'anno e decide di aiutarlo a studiare. Poco dopo, però, Kaoru si ammala e Sentarō convince Ritsuko ad andarlo a trovare. In questa circostanza la ragazza gli fa comprendere di nutrire dei sentimenti per lui e Kaoru riafferma il suo amore per lei, svenendo però per la febbre prima di averla baciata. Qualche tempo dopo, Kaoru e Sentarō vengono sfidati da Seiji per la vittoria al prossimo festival scolastico, e i due lavorano alacremente per mettere insieme un buono spettacolo. Intanto la famiglia di Sentarō viene informata dell'imminente ritorno del padre, e Kaoru si preoccupa per lo stato d'animo dell'amico nel rivedere il padre adottivo, con cui Sentarō non ha mai legato. Sebbene Sentarō cerchi di tranquillizzarlo, egli intende scappare di casa lasciando una lettera di scuse per Kaoru. |                |         |
| 11 | Left Alone 「レフト・アローン」 - Refuto Arōn | 21 giugno 2012 |         |
| 11 | La mattina presto Sentarō sgattaiola via di casa, ma è fermato da Kaoru che aveva previsto un comportamento simile. La successiva riunione con il padre adottivo è meno turbolenta del previsto, e Sentarō riceve addirittura un costoso regalo dall'uomo, a testimonianza che è considerato a tutti gli effetti parte della famiglia. Kaoru e Sentarō chiedono a Tsutomu di suonare con loro al festival e a Ritsuko di cantare. La sera prima dell'evento, Sentarō prende il motorino per consegnare a Kaoru uno spartito che aveva dimenticato, ma per strada è investito da un'automobile. Appresa la notizia, Kaoru si precipita all'ospedale, dove scopre che Sentarō è solo lievemente ferito, mentre la sorella, che viaggiava con lui, ha subito un trauma cranico e versa in condizioni critiche. Kaoru cerca di consolare l'amico, il quale si addossa la colpa dell'accaduto e scoppia per la prima volta in lacrime. Al suo risveglio, Kaoru scopre che Sachiko è fuori pericolo mentre Sentarō è scomparso. Nonostante cerchi di rinfrancare un'affranta Ritsuko, egli si rende conto che Sentarō non tornerà mai più a suonare con lui. |                |         |
| 12 | All Blues 「オール・ブルース」 - Ōru Burūsu | 28 giugno 2012 |         |
| 12 | Data l'assenza di Sentarō, Kaoru si butta a capofitto nello studio e anche i rapporti con Ritsuko si fanno più distaccati. Durante una sessione di studio, Kaoru prova ad entrare in intimità con lei dicendosi felice della scomparsa di Sentarō per poter stare da soli, ma la ragazza lo respinge. Dopo essersi scusato, Kaoru le annuncia la sua intenzione di andare a frequentare l'università a Tokyo e si dice felice di averla conosciuta e dei bei momenti passati insieme. Il giorno della partenza, Kaoru si congeda dai suoi familiari e da Tsutomu; proprio mentre il treno si mette in moto, giunge anche Ritsuko e i due riescono a scambiarsi un'ultima fugace occhiata. Otto anni dopo Kaoru è diventato medico in un ospedale. Un giorno incontra Yuriko, incinta di Junichi, e la donna gli mostra una fotografia del matrimonio di un'amica, in cui è riconoscibile Sentarō. Kaoru si reca alla chiesa in questione e apprende che Sentarō è diventato prete e accudisce i bambini dell'orfanotrofio. Notata la batteria dell'amico in chiesa, Kaoru inizia a suonare Moanin' all'organo, attirando così Sentarō che si unisce a lui in un duetto. All'arrivo dell'anziano prete, Sentarō e Kaoru fuggono dalla chiesa giù per la collina, ai piedi della quale ritrovano Ritsuko, che stringe in mano una cartolina di Yurika su dove trovare Sentarō. |                |         |

### Film live-action
Un lungometraggio live-action tratto dalla serie è stato annunciato per il 2018. Esso sarà diretto da Takahiro Miki su sceneggiatura di Izumi Takahashi e vedrà Yūri Chinen nei panni di Kaoru, Taishi Nakagawa come Sentarō e Nana Komatsu nel ruolo di Ritsuko.

## Accoglienza
L'anime è stato accolto in maniera generalmente positiva. Un elemento che è stato spesso criticato è la narrazione, reputata piuttosto mediocre e piatta, e dominata da scene di vita di tutti i giorni in cui i pochi momenti di spicco faticano a risaltare o risultano forzati. Per Nicoletta Christina Browne di T.H.E.M. Anime, invece, la serie è penalizzata da momenti drammatici a tratti troppo elaborati e dal mancato completamento della storia d'amore che intende narrare. La critica tuttavia è d'accordo nel riconoscerle il merito di evitare i soliti cliché sull'amore idealizzato e sulla gioventù come momento di massima felicità; il finale in particolare conferisce valore all'intera narrazione, mostrando come, con gli occhi di un adulto, i tumulti e le problematiche adolescenziali, che costituiscono il nucleo della serie, siano improvvisamente ridimensionati. Anche i due protagonisti, Kaoru e Sentarō, non sono il solito "secchione" e il "ragazzaccio" che stringono amicizia a discapito delle differenze e approfittano delle abilità dell'altro per colmare le loro lacune, ma il loro rapporto viene approfondito e, unitamente alle informazioni sul loro passato, li rende personaggi intriganti e sfaccettati. Gli altri comprimari sono stati giudicati meno interessanti, dei complementi alla vicenda dei due protagonisti, o addirittura una distrazione. In diversi hanno notato che la serie avrebbe tratto giovamento da un maggior numero di episodi, per raggiungere la stessa profondità del manga e sviluppare meglio la caratterizzazione dei personaggi. Lo stile risulta semplice, e inferiore rispetto ad altre animazioni di punta contemporanee, sebbene ciò sia imputato in parte alla volontà di adattarsi al periodo storico dell'ambientazione e a rappresentare personaggi schietti e genuini. Dove invece l'animazione mostra il suo vero valore è durante le performance musicali, in cui si nota un'attenta sincronizzazione dei movimenti dei personaggi con la musica. Le musiche e le colonne sonore, che profittano della passione di Shin'ichirō Watanabe e Yōko Kanno per il jazz, hanno ricevuto elogi unanimi e sono state giudicate il vero punto forte della serie.